# Історія фізики

Архімедів гвинт — винахід античності

Люди намагалися зрозуміти навколишній світ з найдавніших часів: чому тіла падають на землю, чому різні речовини мають різні властивості тощо. Цікавили людей також питання про будову світу, про природу Сонця і Місяця. Спочатку відповіді на ці запитання намагалися шукати в філософії. Здебільшого філософські теорії, які намагалися дати відповіді на такі запитання, не перевірялися на практиці. Однак, попри те, що нерідко філософські теорії неправильно описували спостереження, ще в давні часи людство досягло значних успіхів в астрономії, а грецький мудрець Архімед навіть зумів дати точні кількісні формулювання багатьох законів механіки й гідростатики.
Деякі теорії давніх мислителів, як, наприклад, ідеї про атом, які були сформульовані у стародавніх Греції та Індії, випереджали час.
Поступово від загальної філософії почало відокремлюватися природознавство, як та її частина, яка описує навколишній світ. Одна з основних книг Аристотеля називається «Фізика». Незважаючи на деякі неправильні твердження, фізика Аристотеля впродовж віків залишалася основною наукою про природу.

## Період до наукової революції

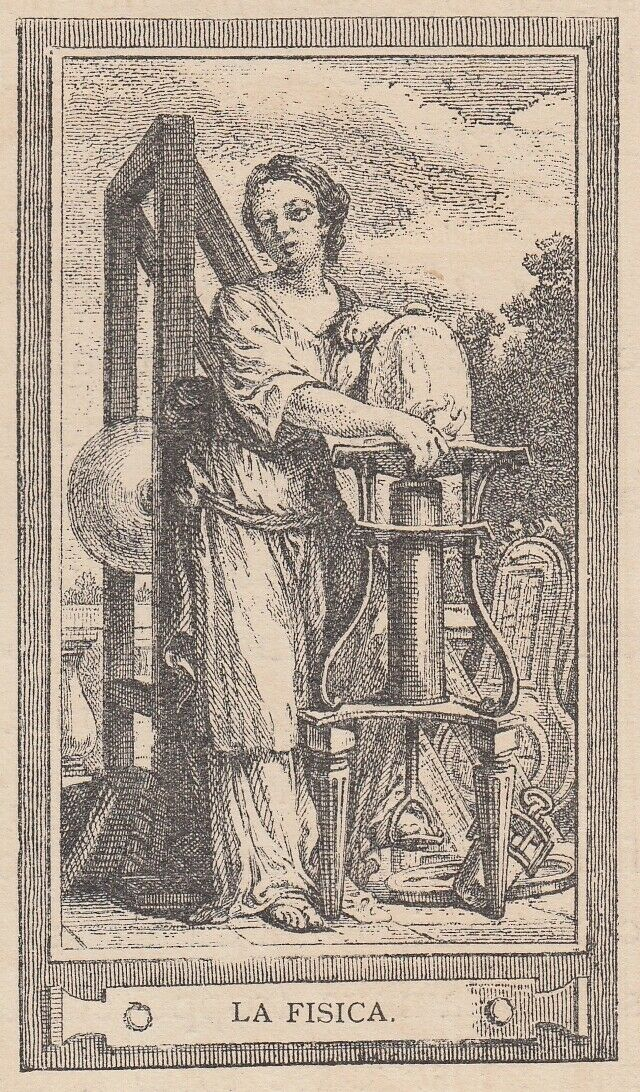
Алегорія фізики, 1890

Властивість людства сумніватися й переглядати положення, які раніше вважалися єдино істинними, в пошуках відповідей на нові запитання зрештою привела до доби великих наукових відкриттів, яку сьогодні називають науковою революцією, що розпочалася приблизно з другої половини 16-го століття. Передумови до цієї докорінної зміни склалися завдяки надбанням, які можна прослідкувати до Індії та Персії. Сюди входять еліптичні моделі планетарних орбіт, що спиралися на геліоцентричну модель Сонячної системи, яку розробив індійський математик і астроном Аріабхата I, базові положення атомізму, запропоновані індуськими та джайністськими філософами, теорія про те, що світло еквівалентне енергетичним частинкам буддистських мислителів Дігнаги й Дхармакірті, оптична теорія арабського вченого Альхазена, винайдена персом Могаммадом аль Фазарі астролябія. Перський учений Насир аль Дін ат Тусі вказав на значні недоліки птолемеївської системи.
Середньовічна Європа на певний час втратила знання античних часів, але під впливом Арабського халіфату збережені арабами твори Аристотеля повернулися. В 12-13 століттях знайшли свій шлях у Європу також твори індійських і перських учених.
В Середні віки почав складатися науковий метод, у якому основна роль відводилася експерименту й математичному опису. Ібн аль-Хайсам (Альхазен) вважається основоположником наукового методу. У своїй «Книзі про оптику», написаній у 1021 році, він описував експерименти, поставлені для того, щоб доказати справедливість своєї теорії зору, яка стверджувала, що око сприймає світло, випромінене іншими об'єктами, а не випромінює саме, як вважали раніше Евклід і Птолемей. В експериментах Альхазена використовувалася камера-обскура. За допомогою цього приладу він перевіряв свої гіпотези щодо властивостей світла: чи світло розповсюджується по прямій, чи змішуються в повітрі різні промені світла.

## Наукова революція

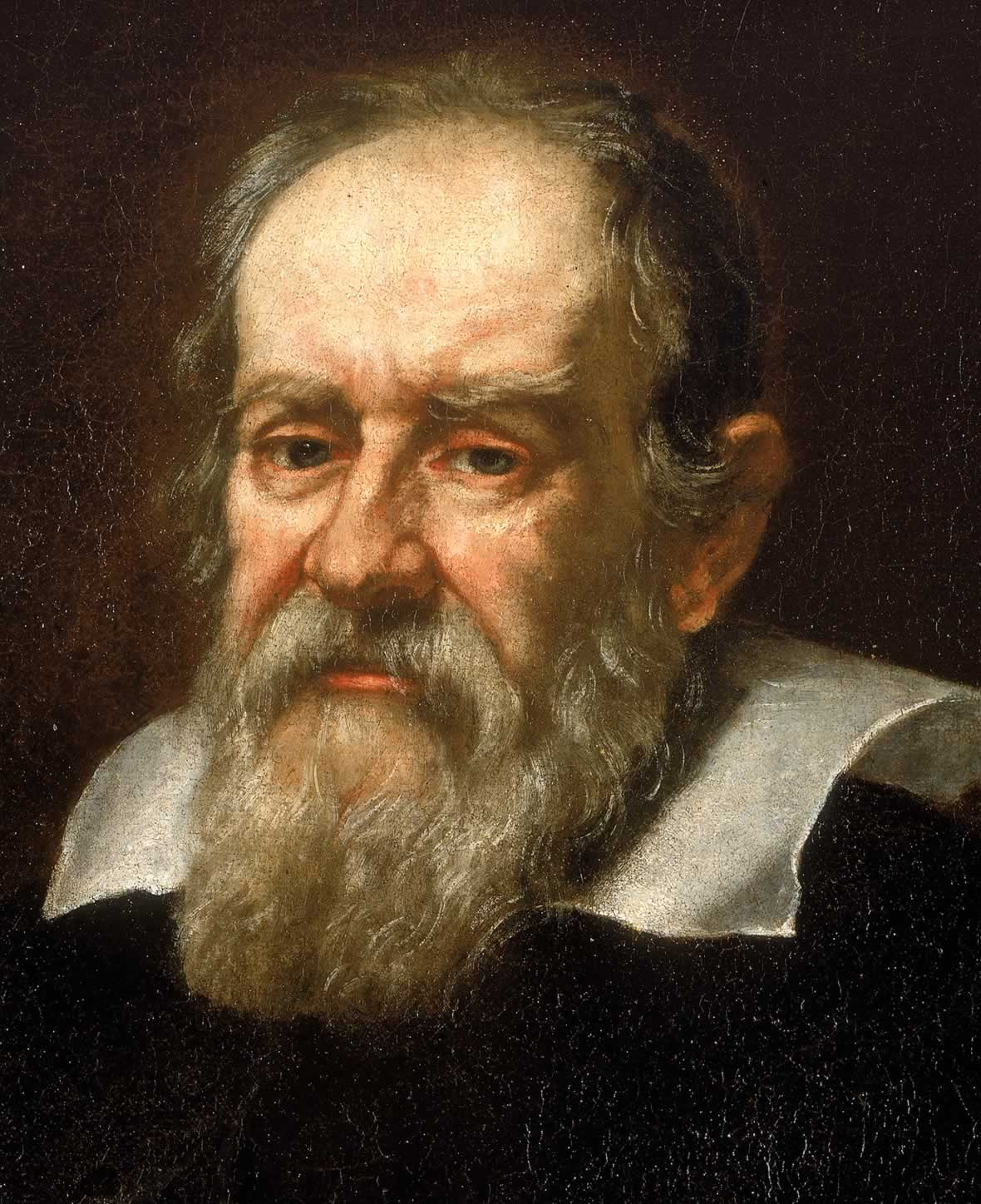
Галілео Галілей

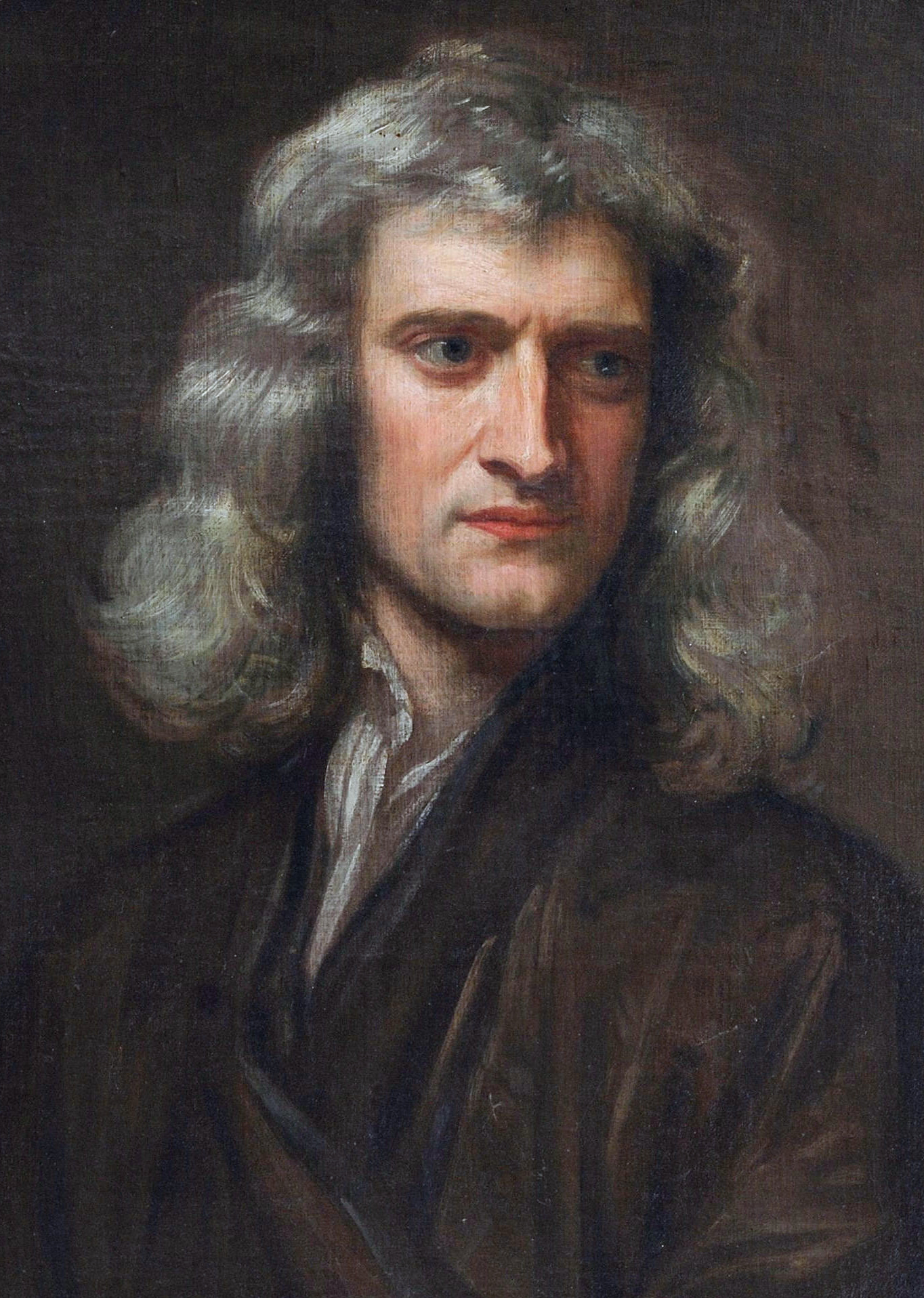
Ісаак Ньютон

Період наукової революції характеризується утвердженням наукового методу досліджень, вичленовуванням фізики із загалу натурфілософії в окрему область і розвитком окремих розділів фізики: механіки, оптики, термодинаміки тощо.
Більшість істориків притримуються думки про те, що наукова революція розпочалася в 1543 році, коли Копернику привезли з Нюрнберга вперше надрукований примірник його книги «Про обертання небесних сфер».

### Механіка
Впродовж століття відтоді знання людства збагатилося працями таких дослідників, як Галілео Галілей, Хрістіан Гюйгенс, Йоган Кеплер і Блез Паскаль. Галілей першим почав послідовно застосовувати науковий метод, проводячи експерименти, щоб підтвердити свої припущення і теорії. Він сформулював деякі закони динаміки і кінематики, зокрема закон інерції, і перевірив їх дослідним шляхом. В 1687 році Ньютон опублікував книгу «Principia», в якій в подробицях описав дві основоположні фізичні теорії: закони руху тіл, відомі під назвою закони Ньютона, і закони тяжіння. Обидві теорії чудово узгоджувалися з експериментом. Книга також наводила теорії руху рідин. Згодом класична механіка була переформульована і розширена Леонардом Ейлером, Жозефом-Луї Лагранжем, Вільямом Гамільтоном та іншими. Закони гравітації заклали основу тому, що пізніше стало астрофізикою, яка використовує фізичні теорії для опису й пояснення астрономічних спостережень.

### Електрика і магнетизм
Після встановлення законів механіки Ньютоном, наступним дослідним полем стала електрика. Основи створення теорії електрики заклали спостереження й досліди таких вчених 17-го століття, як Роберт Бойль, Стівен Ґрей, Бенджамін Франклін. Склалися основні поняття — електричний заряд та електричний струм.
1785 року Шарль Кулон опублікував закон взаємодії заряджених тіл, відомий як закон Кулона. 1820 року Андре-Марі Ампер встановив закон взаємодії провідників зі струмом — закон Ампера.
Ганс Крістіан Ерстед уперше помітив дію електричного струму на магнітну стрілку. 1831 року англійський фізик Майкл Фарадей об'єднав електрику й магнетизм, продемонструвавши, що рухомий магніт індукує в електричному колі струм. Спираючись на цю концепцію, Джеймс Клерк Максвелл побудував теорію електромагнітного поля. Крім електромагнітних явищ рівняння Максвела описують світло. Підтвердження цьому знайшов Генріх Герц, відкривши радіохвилі.

### Оптика
Із побудовою теорії електромагнітного поля та електромагнітних хвиль перемогою хвильової теорії світла, започаткованої Гюйгенсом, над корпускулярною теорією Ньютона, завершилася побудова класичної оптики. На цьому шляху оптика збагатилася розумінням дифракції та інтерференції світла, досягнутим завдяки працям Френеля і Юнга.
Важливими віхами в становленні оптики були відкриття закону заломлення світла, принципу Ферма та принципу Гюйгенса. Винаходи таких оптичних приладів як телескоп та мікроскоп сприяли розвитку не тільки фізики, а й суміжних областей науки.
У 19 столітті зародилася спектроскопія — вивчення властивостей речовин оптичними методами. Спектральний аналіз допоміг ідентифікації нових хімічних елементів, таких як Гелій.

### Термодинаміка і статистична механіка
У 18-му і на початку 19-го століття були відкриті основні закони поведінки газів, а з добою теплових машин сформувалася наука термодинаміка. У середині 19-го століття Джоуль встановив еквівалентність механічної та теплової енергій, що призвело до формулювання закону збереження енергії. Завдяки Клаузіусу був сформульований другий закон термодинаміки Гібс заклав основи статистичної фізики, Людвіг Больцман запропонував статистичну інтерпретацію поняття ентропії.
Під кінець дев'ятнадцятого століття фізики підійшли до значного відкриття — експериментального підтвердження існування атома.
Наприкінці дев'ятнадцятого століття змінилася роль фізики в суспільстві. Виникнення нової техніки: електрики, радіо, автомобіля тощо, вимагало великого обсягу прикладних досліджень. Заняття наукою стало професією. Фірма General Electric першою відкрила власні дослідницькі лабораторії. Такі ж лабораторії стали з'являтися в інших фірмах.

## Зміна парадигм

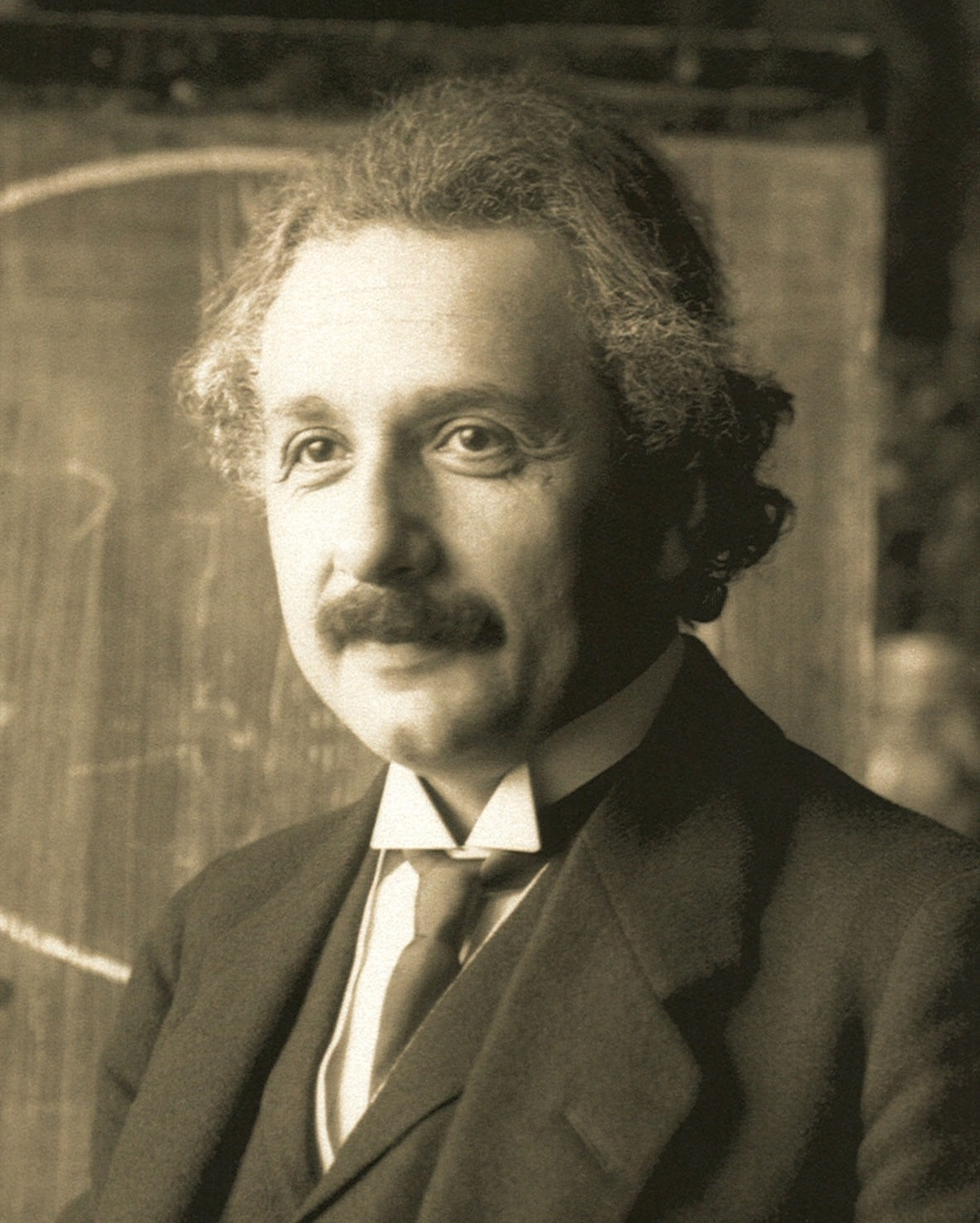
Альберт Ейнштейн

Модель Бора — планетарна модель електронних оболонок атома

Кінець дев'ятнадцятого, початок двадцятого століття був часом, коли під тиском нових експериментальних даних фізикам довелося переглянути старі теорії й замінити їх новими, заглядаючи дедалі глибше в будову матерії. Експеримент Майкельсона-Морлі вибив основу з-під ніг електромагнетизму, поставивши під сумнів існування ефіру. Були відкриті нові явища, такі як рентгенівські промені та радіоактивність. Не встигли фізики довести існування атома, як з'явилися докази існування електрона, експерименти з фотоефекту та вимірювання спектру теплового випромінювання давали результати, які неможливо було пояснити, виходячи із засад класичної фізики. У пресі цей період називався кризою фізики, але водночас він став періодом тріумфу фізики, яка зуміла виробити нові революційні теорії, які не тільки пояснили незрозумілі явища, а й багато інших, відкривши шлях до нового розуміння природи.

### Теорія відносності
У 1905 році Альберт Ейнштейн побудував спеціальну теорію відносності, яка продемонструвала, що поняття ефіру зайве при поясненні електромагнітних явищ. При цьому довелося змінити класичну механіку Ньютона, давши їй нове формулювання, справедливе при великих швидкостях. Докорінно змінилися також уявлення про природу простору й часу. Ейнштейн розвинув свою теорію у загальну теорію відносності, опубліковану в 1916 році. Нова теорія включала в себе опис гравітаційних явищ і відкрила шлях до становлення космології — науки про еволюцію Всесвіту.

### Квантова механіка
Розглядаючи задачу про теплове випромінювання абсолютно чорного тіла Макс Планк у 1900 році запропонував неймовірну ідею, що електромагнітні хвилі випромінюються порціями, енергія яких пропорційна частоті. Ці порції отримали назву квантів, а сама ідея розпочала побудову нової фізичної теорії — квантової механіки, яка ще більше змінила класичну Ньютонівську механіку, цього разу при дуже малих розмірах фізичної системи. В тому ж 1905-му році Альберт Ейнштейн застосував ідею Планка для успішного пояснення експериментів із фотоефекту, припустивши, що електромагнітні хвилі не тільки випромінюються, а й поглинаються квантами. Корпускулярна теорія світла, яка, здавалося, зазнала нищівної поразки в боротьбі з хвильовою теорією, знову отримала підтримку.
Суперечка між корпускулярною і хвильовою теорією знайшла своє вирішення в корпускулярно-хвильовому дуалізмі, гіпотезі, сформульованій Луї де Бройлем. За цією гіпотезою не тільки квант світла, а будь-яка інша частинка проявляє водночас властивості, притаманні як корпускулі, так і хвилі. Гіпотеза Луї де Бройля підтвердилася в експериментах з дифракції електронів.
У 1911 році Ернест Резерфорд запропонував планетарну теорію атома, а в 1913 році Нільс Бор побудував модель атома, в якій постулював квантовий характер руху електронів. Завдяки роботам Вернера Гайзенберга, Ервіна Шредінгера, Вольфганга Паулі, Поля Дірака та багатьох інших квантова механіка знайшла своє точне математичне формулювання, підтверджуючись численними експериментами. В 1927 році була вироблена копенгагенська інтерпретація, яка відкривала шлях для розуміння законів квантового руху на якісному рівні.

## Фізика сучасності
Із відкриттям радіоактивності Анрі Бекерелем почався розвиток ядерної фізики, яка привела до появи нових джерел енергії: атомної енергії та енергії ядерного синтезу. Відкриті при дослідженнях ядерних реакції нові частинки: нейтрон, протон, нейтрино започаткували фізику елементарних частинок. Ці нові відкриття на субатомному рівні виявилися дуже важливими для фізики на рівні Всесвіту і дозволили сформулювати теорію його еволюції — теорію Великого Вибуху.
Склався остаточний розподіл праці між фізиками-теоретиками й фізиками-експериментаторами, Енріко Фермі був, мабуть, останнім визначним фізиком, успішним як у теорії так і експериментальній роботі.
Передній край фізики перемістився в область дослідження найфундаментальніших законів, ставлячи перед собою мету створити теорію, яка пояснювала б Всесвіт, об'єднавши теорії фундаментальних взаємодій. На цьому шляху фізика здобула часткові успіхи у вигляді квантової електродинаміки, теорії електрослабкої взаємодії та теорії кварків — квантовій хромодинаміці. Усі ці теорії неформально об'єднує так звана стандартна модель. 2012 року експерименти, проведені на Великому адронному колайдері в ЦЕРНі, підтвердили існування останньої до того ще невідкритої частинки стандартної моделі бозона Гіггса.
Однак, квантова теорія гравітації досі не побудована. Певні надії пов'язуються з теорією струн.
Водночас, починаючи зі створення квантової механіки швидкими темпами розвивається фізика твердого тіла, відкриття якої привели до виникнення та розвитку електроніки, а з нею й інформатики, які внесли докорінні зміни в культуру людського суспільства.
Фізичні інструменти й фізичні теорії поширилися в інші галузі науки: хімію, біологію, медицину, в сторону яких, загалом, змістився інтерес суспільства.

## Історія фізики в Україні
Природознавство, і фізика, як його складова частина, почало складатися в Україні з виникненням перших університетів, серед яких провідне місце займала Могилянська академія. Із середини 19-го століття почали закладатися університетські фізичні факультети, як в межах царської Росії, так і на теренах Австро-Угорської імперії. Початок двадцятого століття став свідком розвитку значного числа науково-дослідних інститутів, серед яких слід особливо відзначити Харківський фізико-технічний інститут, Інститут фізики, Інститут теоретичної фізики. В Україні працювали такі визначні фізики, як Микола Миколайович Боголюбов, Олександр Сергійович Давидов, Лев Давидович Ландау, Євген Михайлович Ліфшиць та багато інших.

## Виноски
1. ↑  CERN experiments observe particle consistent with long-sought Higgs boson. CERN. 4 липня 2012. Архів оригіналу за 5 липня 2012. Процитовано 4 липня 2012. [Архівовано 2012-07-05 у Wayback Machine.]